# Super Formula seizoen 2022
Het Super Formula seizoen 2022 was het 36e seizoen van het belangrijkste Japanse formulewagenkampioenschap. Tomoki Nojiri was de verdedigend kampioen uit 2021, waarin Carenex Team Impul kampioen in het teamklassement werd.
Nojiri wist zijn titel met succes te verdedigen; na afloop van de voorlaatste race van het seizoen op de Suzuka International Racing Course werd hij uitgeroepen tot kampioen. Het was voor het eerst sinds Tsugio Matsuda in 2008 dat de regerend kampioen zijn titel prolongeerde.

## Teams en coureurs
| Team                         | Nr. | Coureur             | Motor  | Rondes |
| ---------------------------- | --- | ------------------- | ------ | ------ |
| Team Mugen                   | 1   | Tomoki Nojiri       | Honda  | Alle   |
| Team Mugen                   | 15  | Ukyo Sasahara       | Honda  | Alle   |
| Kondō Racing                 | 3   | Kenta Yamashita     | Toyota | Alle   |
| Kondō Racing                 | 4   | Sacha Fenestraz     | Toyota | Alle   |
| Docomo Team Dandelion Racing | 5   | Tadasuke Makino     | Honda  | Alle   |
| Docomo Team Dandelion Racing | 6   | Hiroki Otsu         | Honda  | Alle   |
| KCMG                         | 7   | Kamui Kobayashi     | Toyota | Alle   |
| KCMG                         | 18  | Yuji Kunimoto       | Toyota | Alle   |
| ThreeBond Drago Corse        | 12  | Nirei Fukuzumi      | Honda  | Alle   |
| docomo business ROOKIE       | 14  | Kazuya Oshima       | Toyota | Alle   |
| Carenex Team Impul           | 19  | Yuhi Sekiguchi      | Toyota | Alle   |
| Carenex Team Impul           | 20  | Ryō Hirakawa        | Toyota | Alle   |
| Kuo Vantelin Team TOM’S      | 36  | Giuliano Alesi      | Toyota | Alle   |
| Kuo Vantelin Team TOM’S      | 37  | Ritomo Miyata       | Toyota | Alle   |
| P.mu/Cerumo・INGING          | 38  | Sho Tsuboi          | Toyota | Alle   |
| P.mu/Cerumo・INGING          | 39  | Sena Sakaguchi      | Toyota | Alle   |
| B-Max Racing                 | 50  | Nobuharu Matsushita | Honda  | Alle   |
| Team Goh                     | 53  | Ren Sato            | Honda  | Alle   |
| Team Goh                     | 55  | Atsushi Miyake      | Honda  | Alle   |
| TCS Nakajima Racing          | 64  | Naoki Yamamoto      | Honda  | Alle   |
| TCS Nakajima Racing          | 65  | Toshiki Oyu         | Honda  | Alle   |

## Races
| Ronde | Circuit                            | Datum       | Pole position  | Snelste ronde  | Winnaar             | Team                |
| ----- | ---------------------------------- | ----------- | -------------- | -------------- | ------------------- | ------------------- |
| 1     | Fuji Speedway                      | 9 april     | Ukyo Sasahara  | Ryō Hirakawa   | Ryō Hirakawa        | Carenex Team Impul  |
| 2     | Fuji Speedway                      | 10 april    | Tomoki Nojiri  | Yuhi Sekiguchi | Tomoki Nojiri       | Team Mugen          |
| 3     | Suzuka International Racing Course | 24 april    | Tomoki Nojiri  | Tomoki Nojiri  | Nobuharu Matsushita | B-Max Racing        |
| 4     | Autopolis                          | 22 mei      | Tomoki Nojiri  | Atsushi Miyake | Ryō Hirakawa        | Carenex Team Impul  |
| 5     | Sportsland SUGO                    | 19 juni     | Tomoki Nojiri  | Ritomo Miyata  | Sacha Fenestraz     | Kondō Racing        |
| 6     | Fuji Speedway                      | 17 juli     | Yuhi Sekiguchi | Toshiki Oyu    | Ukyo Sasahara       | Team Mugen          |
| 7     | Twin Ring Motegi                   | 20 augustus | Naoki Yamamoto | Naoki Yamamoto | Naoki Yamamoto      | TCS Nakajima Racing |
| 8     | Twin Ring Motegi                   | 21 augustus | Toshiki Oyu    | Yuhi Sekiguchi | Yuhi Sekiguchi      | Carenex Team Impul  |
| 9     | Suzuka International Racing Course | 29 oktober  | Tomoki Nojiri  | Ritomo Miyata  | Ukyo Sasahara       | Team Mugen          |
| 10    | Suzuka International Racing Course | 30 oktober  | Tomoki Nojiri  | Ren Sato       | Tomoki Nojiri       | Team Mugen          |

## Kampioenschap

### Puntensysteem
Race
| Positie | 1e | 2e | 3e | 4e | 5e | 6e | 7e | 8e | 9e | 10e |
| Punten  | 20 | 15 | 11 | 8  | 6  | 5  | 4  | 3  | 2  | 1   |

Kwalificatie
| Positie | 1e | 2e | 3e |
| Punten  | 3  | 2  | 1  |

- Coureurs die eerste, tweede en derde werden in de kwalificatie worden aangeduid met 1, 2 en 3. Deze punten tellen enkel mee voor het kampioenschap bij de coureurs.

### Coureurs
| Pos | Coureur             | FUJ | FUJ | SUZ | AUT | SUG | FUJ  | MOT  | MOT | SUZ | SUZ | Punten |
| --- | ------------------- | --- | --- | --- | --- | --- | ---- | ---- | --- | --- | --- | ------ |
| 1   | Tomoki Nojiri       | 2   | 1   | 21  | 41  | 31  | 3    | 3    | 43  | 21  | 1   | 154    |
| 2   | Sacha Fenestraz     | 3   | 20  | 43  | 2   | 12  | DNF  | 2    | 62  | 16  | 4   | 89     |
| 3   | Ryō Hirakawa        | 13  | 2   | 7   | 1   | 7   | DNF  | DNF  | 2   | 9   | 5   | 87     |
| 4   | Ritomo Miyata       | 5   | 32  | 18  | 52  | 6   | 4    | 8    | 15  | 52  | 32  | 64     |
| 5   | Tadasuke Makino     | 6   | DNF | 3   | 63  | 4   | 5    | 4    | 3   | 7   | 9   | 61     |
| 6   | Ukyo Sasahara       | 191 | 103 | 14  | 7   | 10  | 1    | 7    | 8   | 1   | 17  | 57     |
| 7   | Yuhi Sekiguchi      | 4   | 6   | 11  | 16  | 15  | DNF1 | 9    | 1   | 6   | 11  | 43     |
| 8   | Toshiki Oyu         | 7   | 11  | 13  | DNF | 2   | 10   | DNF3 | 51  | 43  | 7   | 43     |
| 9   | Hiroki Otsu         | 16  | 7   | 8   | 9   | 53  | 15   | 10   | 14  | 13  | 23  | 33     |
| 10  | Naoki Yamamoto      | 14  | 14  | 9   | 14  | 12  | 9    | 1    | 11  | 11  | 6   | 32     |
| 11  | Sho Tsuboi          | 8   | 13  | 20  | 13  | 11  | 2    | 5    | 10  | 8   | 12  | 30     |
| 12  | Ren Sato            | 92  | 12  | 10  | 17  | 16  | 6    | 12   | 7   | 3   | 19  | 25     |
| 13  | Nobuharu Matsushita | DNF | 19  | 1   | 10  | DNF | DNF  | 11   | 12  | 17  | DNF | 21     |
| 14  | Atsushi Miyake      | 10  | 5   | 21  | 3   | 19  | DNF  | DNF  | 16  | 12  | 8   | 21     |
| 15  | Kenta Yamashita     | 11  | 4   | 162 | 12  | DNF | 7    | 6    | DNF | 14  | 13  | 19     |
| 16  | Yuji Kunimoto       | 13  | 15  | 6   | 11  | 9   | 8    | 15   | 13  | 20  | 18  | 10     |
| 17  | Kamui Kobayashi     | 18  | 9   | 5   | DNF | 17  | 14   | 14   | 17  | 18  | 10  | 9      |
| 18  | Sena Sakaguchi      | 12  | 17  | 12  | 8   | 19  | 12   | 16   | 9   | 10  | 14  | 6      |
| 19  | Nirei Fukuzumi      | DNF | 16  | 17  | DSQ | 8   | 11   | DNF  | DNF | 15  | DNF | 3      |
| 20  | Giuliano Alesi      | 17  | 8   | 15  | DNF | 13  | DNF  | 13   | DNF | 21  | 16  | 3      |
| 21  | Kazuya Oshima       | 15  | 18  | 19  | 15  | 14  | 13   | 17   | 18  | 19  | 15  | 0      |
| Pos | Coureur             | FUJ | FUJ | SUZ | AUT | SUG | FUJ  | MOT  | MOT | SUZ | SUZ | Punten |

| Resultaat                     |
| ----------------------------- |
| Winnaar                       |
| Tweede plaats                 |
| Derde plaats                  |
| Gefinisht (punten)            |
| Gefinisht (geen punten)       |
| Niet geklasseerd (NC)         |
| Uitgevallen (DNF)             |
| Niet gekwalificeerd (DNQ)     |
| Gediskwalificeerd (DSQ)       |
| Niet gestart (DNS)            |
| Gewond (INJ)                  |
| Uitgesloten (EX)              |
| Teruggetrokken (WD)           |
| Niet deelgenomen (blanco cel) |
| vetgedrukt (pole position)    |
| cursief (snelste ronde)       |

### Teams
| Pos | Team                         | No. | FUJ | FUJ | SUZ | AUT | SUG | FUJ | MOT | MOT | SUZ | SUZ | Punten |
| --- | ---------------------------- | --- | --- | --- | --- | --- | --- | --- | --- | --- | --- | --- | ------ |
| 1   | Team Mugen                   | 1   | 2   | 1   | 2   | 4   | 3   | 3   | 3   | 4   | 2   | 1   | 187    |
| 1   | Team Mugen                   | 15  | 19  | 10  | 14  | 7   | 10  | 1   | 7   | 8   | 1   | 17  | 187    |
| 2   | Carenex Team Impul           | 19  | 4   | 6   | 11  | 16  | 15  | DNF | 9   | 1   | 6   | 11  | 126    |
| 2   | Carenex Team Impul           | 20  | 1   | 2   | 7   | 1   | 7   | DNF | DNF | 2   | 9   | 5   | 126    |
| 3   | Kondō Racing                 | 3   | 11  | 4   | 20  | 12  | DNF | 7   | 6   | DNF | 14  | 13  | 99     |
| 3   | Kondō Racing                 | 4   | 3   | 20  | 4   | 2   | 1   | DNF | 2   | 6   | 16  | 4   | 99     |
| 4   | Docomo Team Dandelion Racing | 5   | 6   | DNF | 3   | 6   | 4   | 5   | 4   | 3   | 7   | 9   | 91     |
| 4   | Docomo Team Dandelion Racing | 6   | 16  | 7   | 8   | 9   | 5   | 15  | 10  | 14  | 13  | 2   | 91     |
| 5   | TCS Nakajima Racing          | 64  | 14  | 14  | 9   | 14  | 12  | 9   | 1   | 11  | 11  | 6   | 67     |
| 5   | TCS Nakajima Racing          | 65  | 7   | 11  | 13  | DNF | 2   | 10  | DNF | 5   | 4   | 7   | 67     |
| 6   | Kuo Vantelin Team TOM'S      | 36  | 17  | 8   | 15  | DNF | 13  | DNF | 13  | DNF | 21  | 16  | 59     |
| 6   | Kuo Vantelin Team TOM'S      | 37  | 5   | 3   | 18  | 5   | 6   | 4   | 8   | 15  | 5   | 3   | 59     |
| 7   | Team Goh                     | 53  | 9   | 12  | 10  | 17  | 16  | 6   | 12  | 7   | 3   | 19  | 44     |
| 7   | Team Goh                     | 55  | 10  | 5   | 21  | 3   | 19  | DNF | DNF | 16  | 12  | 8   | 44     |
| 8   | P.mu/cerumo・INGING          | 38  | 8   | 13  | 20  | 13  | 11  | 2   | 5   | 10  | 8   | 12  | 34     |
| 8   | P.mu/cerumo・INGING          | 39  | 12  | 17  | 12  | 8   | 19  | 12  | 16  | 9   | 10  | 14  | 34     |
| 9   | B-Max Racing                 | 50  | DNF | 19  | 1   | 10  | DNF | DNF | 11  | 12  | 17  | DNF | 21     |
| 10  | KCMG                         | 7   | 18  | 9   | 5   | DNF | 17  | 14  | 14  | 17  | 18  | 10  | 19     |
| 10  | KCMG                         | 18  | 13  | 15  | 6   | 11  | 9   | 8   | 15  | 13  | 20  | 18  | 19     |
| 11  | ThreeBond Drago Corse        | 12  | DNF | 16  | 17  | DSQ | 8   | 11  | DNF | DNF | 15  | DNF | 3      |
| 12  | docomo business ROOKIE       | 14  | 15  | 18  | 19  | 15  | 14  | 13  | 17  | 18  | 19  | 15  | 0      |
| Pos | Team                         | No. | FUJ | FUJ | SUZ | AUT | SUG | FUJ | MOT | MOT | SUZ | SUZ | Punten |

| Resultaat                     |
| ----------------------------- |
| Winnaar                       |
| Tweede plaats                 |
| Derde plaats                  |
| Gefinisht (punten)            |
| Gefinisht (geen punten)       |
| Niet geklasseerd (NC)         |
| Uitgevallen (DNF)             |
| Niet gekwalificeerd (DNQ)     |
| Gediskwalificeerd (DSQ)       |
| Niet gestart (DNS)            |
| Gewond (INJ)                  |
| Uitgesloten (EX)              |
| Teruggetrokken (WD)           |
| Niet deelgenomen (blanco cel) |
| vetgedrukt (pole position)    |
| cursief (snelste ronde)       |